# Tompos Kátya
Tompos Kátya (Budapest, 1983. március 13. – Budapest, 2024. május 31.) Jászai Mari-díjas magyar színművésznő, énekesnő.

## Élete
Édesapja Tompos Károly villamosmérnök, atomenergetikus volt, aki az egykori Szovjetunióban tanult, majd Moszkvában volt kiküldetésben. Itt ismerkedett meg az orosz Valentyina Szigyelnyikovával, akivel össze is házasodtak. A kiküldetés lejártát követően költöztek Budapestre, ahol Kátya született.
Miután apja elhunyt, édesanyja hatéves korától egyedül nevelte lányát. 1995−2001 között a Szerb Antal Gimnáziumban tanult. Középiskolai évei alatt Földessy Margit stúdiójában képezte magát. A Színház- és Filmművészeti Egyetem musical szakán végzett 2001–2005 között, Kerényi Imre osztályában. A József Attila Színház (2005–2007) és a Bárka Színház (2007–2008) után, 2008–2018 között a Nemzeti Színház tagja volt.
2009-ben a Magyar Televízió az Eurovíziós Dalfesztivál nyilvános pályázatára beérkező művek közül Zentai Márk dalának kizárását követően bejelentette, hogy Tompos Kátya a Valami Amerika 2. főcímdalával, a Magányos csónakkal fogja képviselni Magyarországot Moszkvában. Az énekesnő a kiválasztását követően bejelentette, hogy vissza kell utasítania a dalfesztiválon való szereplést színházi elfoglaltságai miatt.
Országos ismeretségre tett szert a Vacka Rádió folytatásos mese-hangjáték főszerepével. 2013 novemberében Keresztül Európán címmel jelent meg első szólólemeze, amely zenei utazás Angliától Oroszországig, dalok angol, francia, bolgár, magyar és orosz nyelven. A dalokat Hrutka Róbert zenésítette meg.
Neve hivatalosan Katalin, de mivel anyai nagyanyja oroszosan Kátyának hívta, ezt választotta művésznevéül. Folyékonyan beszélt oroszul.
Szakmai példaképei között említette Ruttkai Évát, Meryl Streepet és Juliette Binoche-t.
2024 május elején derült ki, hogy évek óta egy olyan daganatos betegséggel küzd, melyet csak külföldön lehet kezelni. Kollégái és barátai összefogtak, és május 25-én jótékonysági gálát szerveztek. Május 30-án adták hírül, hogy összegyűlt a megfelelő összeg a gyógykezeléséhez. Egy nappal később, május 31-én hajnalban, 41 éves korában egy magyarországi kórházban hunyt el.
2024 júliusának elején helyezték örök nyugalomra a Farkasréti temető 31-es parcellájában, a nyilvánosság teljes kizárásával, szűk családi körben.

## Színpadi szerepei
- Bertolt Brecht–Kurt Weill: Koldusopera – Polly
- Anton Pavlovics Csehov: Sirály – Mása; Nyina
- Anton Pavlovics Csehov: A medve – Popova
- Lázár Ervin: Berzsián és Dideki – Dideki
- Alekszandr Nyikolajevics Osztrovszkij: Vihar – Katyerina
- William Shakespeare: Szentivánéji álom – Heléna
- William Shakespeare: Ahogy tetszik – Rosalinda
- Friedrich Schiller: Don Carlos – Királynő
- Spiró György–Másik János: Ahogy tesszük – Cunci
- Weöres Sándor: A holdbéli Csónakos – Pávaszem
- Marina Carr: A Macskalápon – Caroline
- Darvas Benedek – Varró Dániel – Hamvai Kornél – Rejtő Jenő: Vesztegzár a Grand Hotelben – Léni Jörins, naiva és bűnsegéd
- Kacsóh Pongrác: János vitéz – Iluska
- Euripidész: Oresztész – Hermioné
- William Shakespeare: Troilus és Cressida – Cressida
- Jean Racine: Atália – Szulamit, Zakariás húga
- Fejes Endre – Presser Gábor: Jó estét nyár, jó estét szerelem – Zsuzsanna
- Vevők és albérlők szolgasága (felolvasóest – közreműködő)
- Eisemann Mihály–Szilágyi László: Én és a kisöcsém – Kelemen Kató
- Tasnádi István: Kokainfutár – Lány
- Tasnádi István: Vanek úr Afrikában – Hegyi Irén
- Joseph Stein–Jerry Bock: Hegedűs a háztetőn – Chava
- Csiky Gergely: Kaviár – Mariska
- Molnár Ferenc: Pál utcai fiúk – Boka
- Hervé: Nebántsvirág – Denise
- Galt MacDermot–Gerome Ragni: Hair – Sheila
- Tasnádi István–Fenyő Miklós: Aranycsapat – Winkler Zsófi
- Joe Masteroff–John Kander–Fred Ebb: Kabaré – Sally
- Dés–Nemes–Böhm–Korcsmáros–Horváth: Valahol Európában (musical) – Suhanc
- Martin Speer: Vadászjelenetek Alsó–Bajorországból – Tonka, a cselédlány
- Kovács Márton–Mohácsi István–Mohácsi János: Egyszer élünk avagy a tenger azontúl tűnik semmiségbe – Gombkötő Gitta
- Vörösmarty Mihály: Csongor és Tünde – Ledér
- Székely Csaba: Bányavirág – Ilonka
- Jean Lambert–Wild: Az ördög szekrénye – Cigánylány / Menyasszony
- Szörényi Levente – Bródy János: István, a király – Réka (2013 – Szeged)
- Paul Claudel – Arthur Honegger: Johanna a máglyán – Szent Johanna
- Galambos Péter – Kovács–Cohner Róbert: Boldogságlabirintus – Mira, énekesnő
- Makszim Gorkij: Éjjeli menedékhely – Nasztya, leány
- Németh Ákos: Prostitúció – I.–II.–III. Nő
- Leonyid Zorin: Varsói melódia - Helga
- Carlo Goldoni: Házasság Palermóban - Doralice (2017, Nemzeti Színház)

## Filmjei
- VII. Olivér (2001)
- Ébrenjárók (2002)
- Kulcslyukon surranó szerelem (2002)
- Szerelem meghal (2003)
- Melletted (2005)
- A gyertyák csonkig égnek (2005)
- Bianco (2006)
- Régimódi történet (2006)
- Örkény lexikon (2006)
- Decameron 2007 (2007)
- Kire ütött ez a gyerek? (2007)
- Valami Amerika 2. (2008)
- Poligamy (2009)
- Magic Boys (2009)
- Köntörfalak (2010)
- Nejem, nőm, csajom (2012)
- Coming out (2013)
- Mindig veled (2014)
- Valami Amerika 3. (2018)
- Most van most (2019)

## Szinkronszerepei
- Mavi szerelme: Mavi Göreçki – Burcu Kıratlı
- Továbbiakat lásd itt: Internetes Szinkron Adatbázis[21]

## Díjai, elismerései
- Máthé Erzsi-díj (2005)
- Bárka Színház – A legjobb színésznő (közönségdíj) (2007)
- Gundel művészeti díj (2009)
- Junior Prima díj – Magyar színház- és filmművészet kategória (2010)
- Jászai Mari-díj (2014)
- Szörényi Éva-díj (2014)
- Arany Medál díj (2014) – A legjobb hazai színésznő (közönségdíj)
- Vidor Fesztivál ― A legjobb női főszereplő díja (2019)[22]
- New York Film Awards – A legjobb női főszereplő (2022)[23]
- Budapest díszpolgára (2024, posztumusz)[24]

## Albumok
- Keresztül Európán (2013)
- Holdjárat (2017)

## Emlékezete
- 2025-ben megalapították Tompos Kátya-díjat.